# Paul Newman
Paul Leonard Newman (Shaker Heights, 26 de janeiro de 1925—Westport, 26 de setembro de 2008) foi um ator e diretor cinematográfico dos Estados Unidos. Um dos grandes símbolos sexuais dos anos 60.
Filho de um bem sucedido comerciante de artigos desportivos, Newman começou a carreira em peças do colégio e, após obter a dispensa da marinha americana em 1946, foi estudar no Kenyon College. Após a formatura, ele passou um ano na Yale Drama School indo depois para Nova Iorque, onde entrou para a renomada escola de formação de atores Actors Studio, dirigida por Lee Strasberg.
O seu visual inspirou o personagem Hal Jordan da DC Comics.

## Primeiros anos
Paul Newman nasceu em 26 de janeiro de 1925 em Cleveland Heights, Ohio e cresceu em Shaker Heights. Era o segundo filho de Theresa Fetzer (1894-1982) e de Arthur Sigmund Newman Sr. (1893-1950). O seu pai era dono de uma loja de desporto e judeu, filho de emigrantes da Hungria e da Polónia. A mãe de Paul era cristã e vinha de uma família católica húngara. A mãe de Paul trabalhava na loja desportiva do marido e era dona de casa.
Paul começou a interessar-se cedo pelo teatro e conseguiu o seu primeiro papel aos sete anos de idade como bobo da corte na peça Robin dos Bosques na sua escola. Aos 10 anos, participou na peça Saint George and the Dragon no Teatro de Cleveland e foi um aluno notável do seu programa de formação para crianças. Depois de terminar o ensino secundário no Shaker High School em 1943, Paul frequentou por pouco tempo a Universidade de Ohio em Athens e fez parte da república Phi Kappa.

### Serviço na marinha

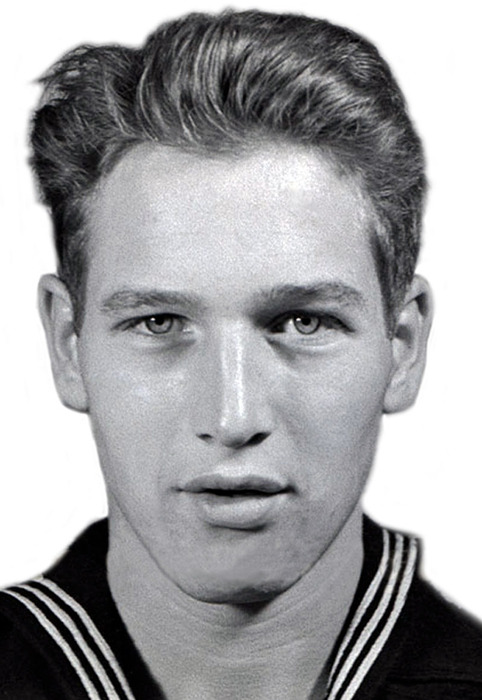
Retrato de Paul Newman enquanto servia na marinha.

Paul Newman serviu na Marinha dos Estados Unidos durante a Segunda Guerra Mundial no Teatro do Pacífico. Inicialmente, ele tinha-se inscrito no programa de pilotos V-12 na Universidade de Yale, mas foi dispensado quando se descobriu que ele era daltónico. Mais tarde, ele disse que o problema era "um pouco mais complicado" do que o daltonismo. Ele também não "sabia fazer as coisas matemáticas que um piloto tem de fazer". Depois de fazer um teste, descobriu-se que ele não era daltónico. Depois, Paul treinou como operador de rádio e artilheiro de cauda. Ele não tinha aptidão para ser artilheiro e um amigo recordou que os seus amigos mentiram aos responsáveis da Marinha para ele passar no teste.
Depois de se qualificar para os bombardeiros torpedeiros em 1944, Paul, na qualidade de operador de rádio de terceira classe, foi enviado para Barbers Point no Havai. Mais tarde, foi colocado nos esquadrões de torpedo de substituição VT-98, VT-99 e VT-100, responsáveis principalmente por treinar pilotos de combate. Depois, Paul foi artilheiro de cauda em bombardeiros torpedeiros. Como operador de rádio, a sua unidade foi colocada no navio Bunker Hill pouco antes da Batalha de Okinawa na primavera de 1945. O piloto do seu avião teve uma dor de ouvidos e foi forçado a aterrar, mas o resto do esquadrão seguiu para o Bunker Hill. Alguns dias mais tarde, um ataque kamikaze no navio deixou vários mortos e feridos, incluindo membros da unidade de Paul.
Numa entrevista em 2011, o argumentista Stewart Stern afirmou que Paul usava um incidente durante o seu serviço na marinha como um "estímulo emocional para exprimir o trauma" da sua personagem no filme de 1956, The Rack. Ele disse que Paul recordava um incidente em que o seu melhor amigo foi dilacerado pela hélice de um avião.

## Carreira

### Primeiros papéis
Terminada a guerra, Paul concluiu um bacharelato de artes de Teatro e Economia na Kenyon College em Gambier, Ohio, em 1949. Pouco depois de terminar o curso, juntou-se a várias companhias de teatro, sendo as mais famosas a Belfry Players no Wisconsin e a Woodstock Players no Illinois. Ele andou em digressão com elas durante três meses e desenvolveu o seu talento. Mais tarde, frequentou a Yale School of Drama durante um ano, antes de se mudar para Nova Iorque para estudar com Lee Strasberg no Actors Studio. Oscar Levant escreveu que inicialmente Paul hesitou em deixar Nova Iorque para se mudar para Hollywood e que disse: "Fica muito perto do prémio e não há sítios onde estudar." Paul chegou a Nova Iorque em 1951 com a sua primeira mulher, Jackie Witte, e viveu na zona de St. George em Staten Island.
O ator estreou-se na Broadway com a peça original de William Inge, Picnic, com Kim Stanley em 1953. Enquanto estava a trabalhar na peça, conheceu Joanne Woodward, a substituta da atriz principal. Os dois casaram-se em 1958. Paul também participou na peça original da Broadway The Desperate Hours em 1955. Em 1959, participou na versão original de Sweet Bird of Youth com Geraldine Page e, três anos depois, protagonizou com ela a versão para o cinema. Durante esta altura, Paul também trabalhou na televisão. O seu primeiro papel foi num episódio da série Tales of Tomorrow, "Ice from Space". Em meados dos anos 50, ele entrou em dois episódios da série Appointment da CBS.
Depois de sua primeira aparição na Broadway em Picnic (1953), foi-lhe oferecido um contrato pela Warner Bros. Seu primeiro filme, The Silver Chalice de 1954, foi quase o seu último: considerou sua performance muito ruim e publicou um anúncio de página inteira num jornal pedindo desculpas a quem tivesse visto o filme.
Saiu-se muito melhor na sua segunda tentativa, em Somebody Up There Likes Me (1956), onde deu vida ao boxeador Rocky Graziano e foi aclamado pela crítica por sua grande atuação. O papel foi originalmente cogitado para James Dean, mas com sua morte antes do começo das filmagens, Newman, que havia feito vários testes para filmes com o falecido colega, acabou escolhido para o papel.

### Filmes de sucesso
Com Cat on a Hot Tin Roof e The Long, Hot Summer, cuja atuação lhe valeu o prêmio de melhor ator no Festival de Cannes, Paul estabeleceu-se como o novo astro de Hollywood no fim da década de 1950. Paul tornou-se um líder de bilheterias da década de 1960 estrelando filmes como The Hustler (1961), The Prize (1963), Hud (1963), Cool Hand Luke (1967) e Hombre (1967), fechando os anos 1960 com o mega sucesso de crítica e bilheteria mundial Butch Cassidy and the Sundance Kid (1969), ao lado de Robert Redford.

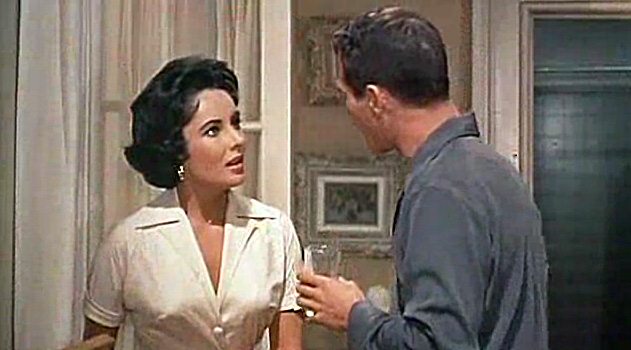
Elizabeth Taylor e Paul Newman, em trailer do filme Cat on a Hot Tin Roof

A dupla trabalharia junta quatro anos depois em The Sting de George Roy Hill, outro grande sucesso de Newman e vencedor do Oscar de melhor filme de 1973.
Também produziu e dirigiu muitos filmes de qualidade, incluindo Rachel, Rachel (1968), estrelado pela esposa Joanne Woodward e com o qual foi premiado com o Globo de Ouro de melhor diretor. Indicado dez vezes pela Academia como melhor ator, finalmente venceu por sua atuação em The Color of Money (1986). Por curiosidade, no ano anterior havia recebido um Oscar especial pelo conjunto da carreira.
Outros filmes importantes de Paul Newman são: Exodus (1960), Sweet Bird of Youth, onde refez no cinema o mesmo papel que já havia feito na Broadway (1962), Torn Curtain (1966), The Towering Inferno (1974), Absence of Malice (1981) e The Verdict (1982).
Fazendo menos filmes na década de 1990, e se dedicando mais à sua fábrica de molhos e condimentos, Newman's Own (com a qual ganhou mais dinheiro que no cinema, porém dedicou quase todo o lucro à caridade e à sua equipe de corridas), Paul reapareceu em grande estilo, já aos 77 anos, em Road to Perdition (2002), trabalhando com Tom Hanks e o futuro James Bond, Daniel Craig, e foi novamente indicado ao Oscar, desta vez como ator coadjuvante. Em 1995, ganhou o Urso de Prata no Festival de Berlim como melhor ator no filme Nobody's Fool.
Paul trabalhou várias vezes com a sua mulher, a atriz Joanne Woodward. O seu primeiro filme juntos foi The Long Hot Summer em 1958, seguido de Rally 'Round the Flag no mesmo ano. Depois, trabalharam juntos em From the Terrace (1960) Paris Blues (1961) e A New Kind of Love (1963). Em 1964, regressaram à Broadway com a peça Baby Want a Kiss (1964), que teve mais de 100 espetáculos. Paul Newman também realizou vários filmes protagonizados por Joanne, sendo o primeiro Rachel, Rachel de 1968. Joanne e Paul também trabalharam juntos nos filmes Winning (1969) e WUSA (1970). O seu último trabalho juntos foi em 2005 com a minissérie Empire Falls, transmitida pela HBO.

## Nomeações para Oscar
- Cat on a Hot Tin Roof (filme) (1958)
- The Hustler (1961)
- Hud (filme) (1963)
- Cool Hand Luke (1967)
- Rachel, Rachel (1968) - como diretor, prêmio de melhor filme
- Absence of Malice (1981)
- O Veredicto -The Verdict (1982)
- A Cor do Dinheiro - The Color of Money (1986) - prêmio de melhor ator
- Nobody's Fool (1994)
- Road to Perdition (2002)

## Política e velocidade

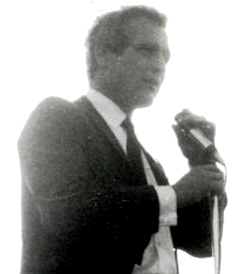
Paul Newman em uma reunião política para Eugene McCarthy no estacionamento de Kohl em Menomonee Falls, Wisconsin, 1968

Newman também foi conhecido por seu apoio a causas políticas liberais nos Estados Unidos. Nos anos 1960, esteve bastante envolvido na campanha de candidatos democratas à Presidência. Seu forte apoio a Eugene McCarthy em 1968, estrelando diversos comerciais de televisão a favor do candidato democrata, fez Richard Nixon, o adversário de McCarthy e que acabou sendo eleito, colocá-lo em 19º lugar numa lista de seus piores inimigos, o que fez Newman declarar que esta seria uma das maiores honras de sua vida.
Sua paixão pelo automobilismo e pela velocidade foram famosas. Apesar de daltônico, Newman se destacou como piloto amador, dos anos 1970 aos 1990 correndo em carros esporte nos Estados Unidos e na Europa, onde chegou a conseguir um segundo lugar na categoria esporte das 24 Horas de Le Mans com um Porsche 935. Nos anos 1980, envolveu-se com a Fórmula Indy, onde se tornou sócio-proprietário da equipe Newman-Haas Racing, equipe vencedora dos quatro últimos títulos da Champ Car. Aos setenta anos, foi o mais velho piloto a vencer uma corrida de prestígio, ao fazer parte do time de pilotos do carro que venceu as 24 Horas de Daytona de 1995.

## Vida pessoal

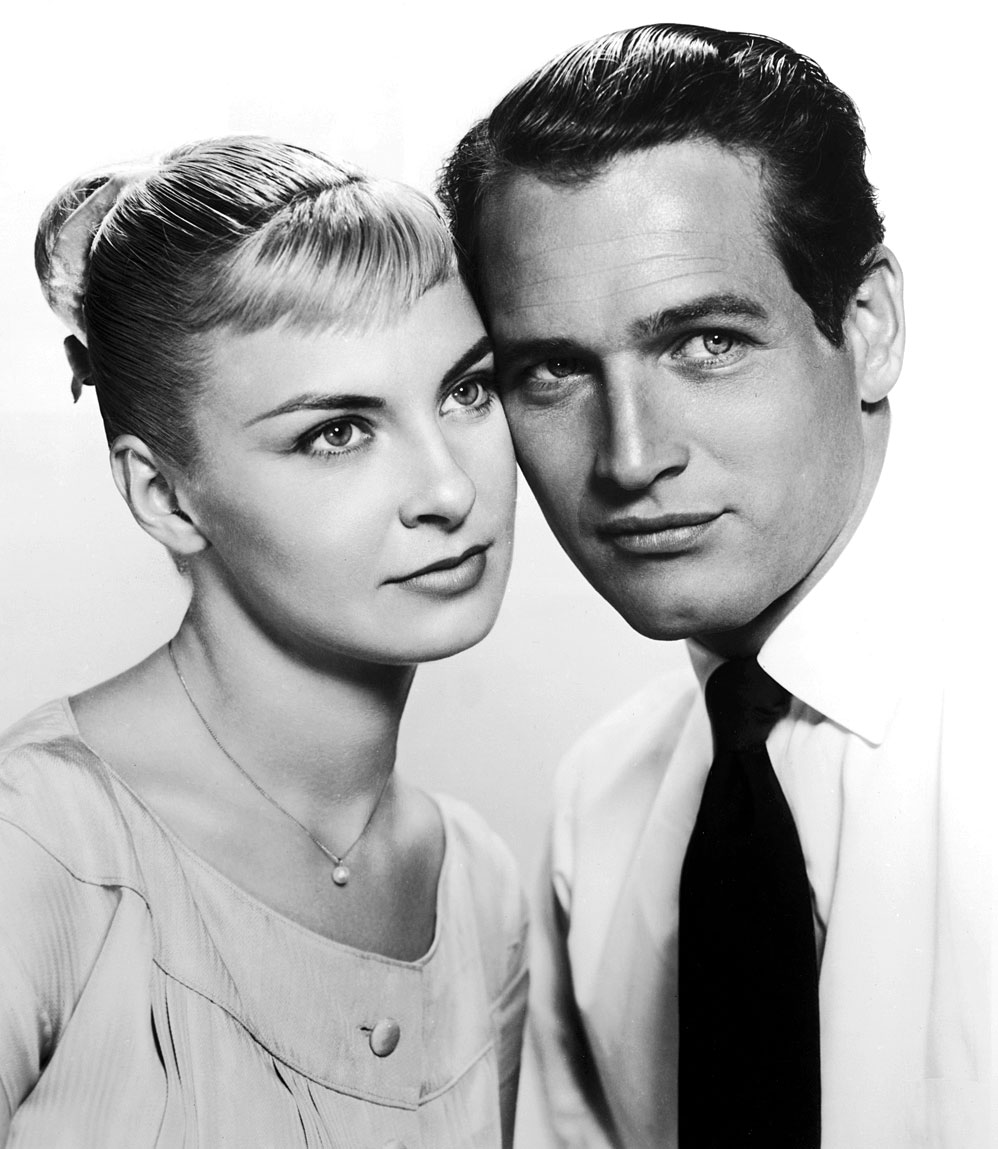
Paul Newman com a sua segunda mulher, Joanne Woodward, em 1958

Paul Newman casou-se duas vezes. O seu primeiro casamento foi com Jackie Witte entre 1949 e 1958. Eles tiveram um filho, Scott (1950-1978) e duas filhas, Susan (n. 1953) e Stephanie Kendall (n. 1954). Scott, que participou nos filmes The Towering Inferno (1974), Breaking Pass (1975) e Fraternity Row (1977), morreu em novembro de 1978 de overdose. Paul criou a Scott Newman Center, uma instituição cuja missão é prevenir o abuso de droga, em memória do filho. Susan trabalha como documentarista e filantropa e já trabalhou na Broadway e no cinema, tendo interpretado o papel de uma das quatro principais fãs dos Beatles no filme I Wanna Hold Your Hand (1978). Ela também foi nomeada para um Emmy como produtora do telefilme The Shadow Box.
Paul conheceu a atriz Joanne Woodward em 1953 na peça Picnic na Broadway. Esta foi a estreia de Paul e Joanne era a substituta da atriz principal. Pouco depois de eles trabalharem juntos no filme The Long, Hot Summer em 1957, Paul divorciou-se de Jackie para se casar com Joanne. O casal mudou-se para East 11th Street em Manhattan, antes de comprar uma casa em Westport, Connecticut, onde criaram a sua família. Eles foram um dos primeiros casais famosos de Hollywood que preferiram criar os filhos fora da Califórnia. O seu casamento durou 50 anos até à morte de Paul em 2008. Joanne Woodward disse: " "Ele é muito bonito e muito sexy e essas coisas todas, mas isso desaparece tudo e a única coisa que interessa é se ele é capaz de fazer uma pessoa rir... E ele faz-me rir muito." Paul Newman atribuiu o sucesso da relação a "uma mistura de luxúria, respeito e paciência. E determinação."
O casal teve três filhas: Elinor "Nell" Teresa (n. 1959), Melissa "Lissy" Stewart (n. 1961) e Claire "Clea" Olivia (n. 1965). Paul era conhecido pela sua dedicação à sua mulher e à família. Quando lhe perguntaram sobre a sua reputação de ser fiel à mulher, ele respondeu: "Tenho bife em casa, para que é que vou sair para comer um hambúrguer?" Ele também afirmou que nunca conheceu ninguém que tivesse tanto a perder como ele. Numa entrevista ao programa 60 Minutes, ele admitiu que uma vez tinha deixado Joanne depois de uma discussão, que deu uma volta pelo bairro, deu uma volta à sua casa, bateu à porta e explicou a Joanne que não tinha para onde ir. Paul realizou dois filmes onde a sua mulher e a sua filha Clea participaram: Rachel, Rachel e The Effect of Gamma Rays on Man-in-the-Moon Marigolds. Paul e Joanne também foram mentores de vários atores, incluindo Allison Janney.
Paul e Joanne foram o assunto da série documental de Ethan Hawke, The Last Movie Stars, transmitida pela HBO Max. A série baseia-se numa série de gravações compiladas pelo amigo de Paul, Stewart Stern, para um livro de memórias que Paul abandonou mas que acabou por ser publicado em 2022 com o título The Extraordinary Life of An Ordinary Man.

## Câncer e morte

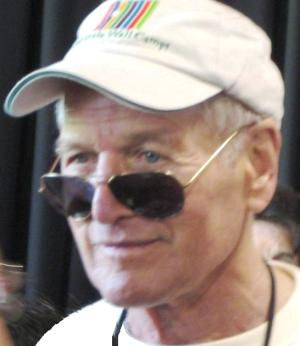
Paul Newman em visita à cidade de Carnation em 2007

Newman, ex-fumante inveterado, padeceu por muito tempo de câncer do pulmão. Em maio de 2008, foi afastado da direção de uma versão de Ratos e homens, baseada no livro de John Steinbeck por problemas de saúde. A doença havia sido diagnosticada pelo hospital Sloan-Kettering Cancer Centre, em Nova York.
Em março de 2008, Newman negou boatos de que estaria com câncer depois de ter faltado a um evento de beneficência da instituição infantil Hole in The Wall Gang, criada por ele. No mesmo mês, cancelou uma aparição no talk show Late Show with David Letterman. O seu porta-voz, Warren Cowan, despistou a sua hospitalização, insistindo que o ator estava "recebendo tratamento para pé-de-atleta e queda de cabelo". O jornal New York Post divulgou que um paciente de câncer disse ter visto Newman em março de 2008 no oncologista regularmente.
Em agosto, após encerrar as sessões de quimioterapia, o ator Paul Newman foi informado de que teria poucas semanas de vida tendo pedido aos médicos e aos seus familiares para deixar o hospital e ser levado para sua casa, em Westport, no estado americano de Connecticut, onde morreu em 26 de setembro de 2008, rodeado dos seus familiares e amigos, incluindo a sua esposa, Joanne Woodward, com quem esteve casado por 50 anos e os seus três filhos. O seu corpo foi cremado, após um serviço fúnebre privado, perto de sua casa, em Westport.

## Filmografia

### Como ator
| Ano  | Título                                                         | Papel                      | Notas e título em português |
| ---- | -------------------------------------------------------------- | -------------------------- | --- |
| 1954 | The Silver Chalice                                             | Basil                      | br: O Cálice Sagrado pt: O Cálice de Prata Globo de Ouro de melhor ator revelação |
| 1955 | Our Town                                                       | George Gibbs               | Episódio de Producers' Showcase |
| 1956 | Somebody Up There Likes Me                                     | Rocky Graziano             | br: Marcado pela Sarjeta pt: Marcado Pelo Ódio Prémio Cinema Writers Circle de Melhor Ator Estrangeiro |
| 1956 | The Rack                                                       | Capt. Edward W. Hall Jr.   | br: Deus é Meu Juiz pt: Suplício |
| 1956 | Bang the Drum Slowly                                           | Henry Wiggen               | Episódio de The United States Steel Hour |
| 1957 | The Helen Morgan Story                                         | Larry Maddux               | br: Com Lágrimas na Voz pt: O pecado de ter nascido |
| 1957 | Until They Sail                                                | Capt. Jack Harding         | br/pt: Famintas de Amor |
| 1958 | The 80 Yard Run                                                | Christian Darling          | Peça transmitida na TV |
| 1958 | The Long, Hot Summer                                           | Ben Quick                  | br: O Mercador de Almas pt: Paixões Que Escaldam Prêmio de interpretação masculina (Festival de Cannes) |
| 1958 | The Left Handed Gun                                            | Billy the Kid              | br: Um de Nós Morrerá pt: Vício de Matar |
| 1958 | Cat on a Hot Tin Roof                                          | Brick Pollitt              | br: Gata em Teto de Zinco Quente pt: Gata em Telhado de Zinco Quente Nomeação – Óscar de Melhor Ator Nomeação – BAFTA de Melhor Ator Nomeação – Prémio Laurel de Melhor Ator |
| 1958 | Rally 'Round the Flag, Boys!                                   | Harry Bannerman            | br: A Delícia de um Dilema pt: A Morena Ardente |
| 1959 | The Young Philadelphians                                       | Anthony Judson Lawrence    | br: O Moço de Filadélfia pt: Milionários de Filadélfia |
| 1960 | From the Terrace                                               | David Alfred Eaton         | br: Paixões Desenfreadas pt: Do Alto do Terraço |
| 1960 | Exodus                                                         | Ari Ben Canaan             | Nomeação – Prémio Laurel de Melhor Ator |
| 1961 | The Hustler                                                    | Eddie Felson               | br: Desafio à Corrupção pt: A Vida É Um Jogo BAFTA de Melhor Ator Prémio Laurel de Melhor Ator Prémio de Melhor Ator no Festival de Cinema de Mar del Plata Nomeação – Óscar de Melhor Ator Nomeação – Globo de Ouro de Melhor Ator em Filme Dramático                                                                         |
| 1961 | Paris Blues                                                    | Ram Bowen                  | br: Paris Vive à Noite pt: Noites de Paris |
| 1962 | Sweet Bird of Youth                                            | Chance Wayne               | br: Doce Pássaro da Juventude pt: Corações na Penumbra Nomeação – Globo de Ouro de Melhor Ator em Filme Dramático |
| 1962 | Hemingway's Adventures of a Young Man                          | Ad Francis, "The Battler"  | br/pt: As Aventuras de um Jovem Nomeação – Globo de Ouro de Melhor Ator Coadjuvante em Cinema |
| 1963 | Hud                                                            | Hud Bannon                 | br: O Indomado pt: Hud: O Mais Selvagem Entre Mil Prémio Laurel de Melhor Ator Nomeação – Óscar de Melhor Ator Nomeação – BAFTA de Melhor Ator Nomeação – Globo de Ouro de Melhor Ator em Filme Dramático |
| 1963 | A New Kind of Love                                             | Steve Sherman              | br: Amor Daquele Jeito pt: Um Novo Tipo de Amor |
| 1963 | The Prize                                                      | Andrew Craig               | br: Criminosos não Merecem Prêmio pt: O Prémio |
| 1964 | What a Way to Go!                                              | Larry Flint                | br: A Senhora e Seus Maridos pt: Ela e os seus maridos Nomeação – Prémio Laurel de Melhor Ator em Comédia |
| 1964 | The Outrage                                                    | Juan Carrasco              | br: Quatro Confissões pt: Ultraje |
| 1965 | Lady L                                                         | Armand Denis               | br/pt: Lady L |
| 1966 | Harper                                                         | Lew Harper                 | br: O Caçador de Aventuras pt: Harper, Detective Privado Nomeação – Prémio Laurel de Melhor Ator Dramático |
| 1966 | Torn Curtain                                                   | Prof. Michael Armstrong    | br: Cortina Rasgada pt: A Cortina Rasgada Realizado por Alfred Hitchcock |
| 1967 | Hombre                                                         | John Russell               | br: Hombre pt: Um Homem Nomeação– Prémio Laurel de Melhor Ator Dramático |
| 1967 | Cool Hand Luke                                                 | Lucas "Luke" Jackson       | br: Rebeldia Indomável pt: O Presidiário Nomeação – Óscar de Melhor Ator Nomeação – Globo de Ouro de Melhor Ator em Filme Dramático Nomeação – Prémio Laurel de Melhor Ator Dramático |
| 1968 | The Secret War of Harry Frigg                                  | Pvt. Harry Frigg           | br: Que Delícia de Guerra pt: A Guerra Secreta de Harry Frigg |
| 1969 | Winning                                                        | Frank Capua                | br: 500 Milhas pt: A Grande Competição |
| 1969 | Butch Cassidy and the Sundance Kid                             | Butch Cassidy              | br: Butch Cassidy pt: Dois Homens e um Destino Nomeação – BAFTA de Melhor Ator Nomeação – Prémio Laurel de Melhor Ator Dramático |
| 1970 | WUSA                                                           | Rheinhardt                 | br: A Sala dos Espelhos pt: Muro de Separação |
| 1970 | King: A Filmed Record... Montgomery to Memphis                 | Ele próprio                | Documentário |
| 1971 | Once Upon a Wheel                                              | Ele próprio                | Documentário para a TV |
| 1971 | Sometimes a Great Notion                                       | Hank Stamper               | br: Uma Lição Para não Esquecer pt: Os Indomáveis |
| 1972 | Pocket Money                                                   | Jim Kane                   | br: Meu Nome é Jim Kane pt: Dinheiro Trocado |
| 1972 | The Life and Times of Judge Roy Bean                           | Judge Roy Bean             | br: Roy Bean - O Homem da Lei! pt: O Juiz Roy Bean |
| 1973 | The Mackintosh Man                                             | Joseph Rearden             | br: O Emissário de MacKintosh pt: O Misterioso Mr. Mackintosh |
| 1973 | The Sting                                                      | Henry Gondorff             | br: Golpe de Mestre pt: A Golpada |
| 1974 | The Towering Inferno                                           | Doug Roberts               | br: Inferno na Torre pt: A Torre do Inferno |
| 1975 | The Drowning Pool                                              | Lew Harper                 | br: A Piscina Mortal pt: Sangue Frio em Água Quente |
| 1976 | Silent Movie                                                   | Ele próprio                | br/pt: A Última Loucura de Mel Brooks |
| 1976 | Buffalo Bill and the Indians, or Sitting Bull's History Lesson | Buffalo Bill               | br: Oeste Selvagem pt: Buffallo Bill e os Índios |
| 1977 | Slap Shot                                                      | Reggie "Reg" Dunlop        | br: Vale Tudo pt: Os Vencedores |
| 1979 | Quintet                                                        | Essex                      | br/pt: Quinteto |
| 1980 | When Time Ran Out...                                           | Hank Anderson              | br/pt: O Dia em que o Mundo Acabou |
| 1981 | Fort Apache, The Bronx                                         | Murphy                     | br: Inferno no Bronx pt: Fort Apache, the Bronx |
| 1981 | Absence of Malice                                              | Michael Colin Gallagher    | br: Ausência de Malícia pt: A Calúnia Nomeação – Óscar de Melhor Ator |
| 1982 | Come Along with Me                                             | Hughie                     | Voz Telefilme |
| 1982 | The Verdict                                                    | Frank Galvin               | br/pt: O Veredicto Prémio David di Donatello Award de Melhor Ator Estrangeiro Nomeação – Óscar de Melhor Ator Nomeação – Globo de Ouro de Melhor Ator em Filme Dramático |
| 1984 | Harry & Son                                                    | Harry Keach                | br: Meu Pai, Eterno Amigo pt: O Confronto |
| 1986 | The Color of Money                                             | Fast Eddie Felson          | br/pt: A Cor do Dinheiro Óscar de Melhor Ator National Board of Review de Melhor Ator Nomeação – Globo de Ouro de Melhor Ator em Filme Dramático |
| 1989 | Fat Man and Little Boy                                         | Gen. Leslie R. Groves      | br: O Início do Fim pt: Sombras no Futuro |
| 1989 | Blaze                                                          | Gov. Earl K. Long          | br: Blaze, o Escândalo pt: Blaze, Amor Proibido |
| 1990 | Mr. and Mrs. Bridge                                            | Walter Bridge              | br: Cenas de uma Família pt: Mr. e Mrs. Bridge |
| 1994 | The Hudsucker Proxy                                            | Sidney J. Mussburger       | br: Na Roda da Fortuna pt: O Grande Salto |
| 1994 | Nobody's Fool                                                  | Donald J. "Sully" Sullivan | br: O Indomável: Assim é Minha Vida pt: Vidas Simples National Board of Review de Melhor Ator Festival de Berlim – Urso de Prata de melhor ator Nomeação – Óscar de Melhor Ator Nomeação – Globo de Ouro de Melhor Ator em Filme Dramático Nomeação – Prémio Screen Actors Guild de melhor ator em cinema                      |
| 1998 | Twilight                                                       | Harry Ross                 | br: Fugindo do Passado pt: A Hora Mágica |
| 1999 | Message in a Bottle                                            | Dodge Blake                | br: Uma Carta de Amor pt: As Palavras Que Nunca Te Direi |
| 2000 | Where the Money Is                                             | Henry Manning              | br: Cadê a Grana? pt: Onde Está o Dinheiro |
| 2001 | The Simpsons                                                   | Ele próprio                | Voz Episódio: "The Blunder Years" |
| 2002 | Road to Perdition                                              | John Rooney                | br: Estrada para Perdição pt: Caminho para Perdição Nomeação – Óscar de Melhor Ator Secundário Nomeação – BAFTA de melhor ator coadjuvante em cinema Nomeação – Globo de Ouro de melhor ator coadjuvante em cinema Nomeação – Prémio Satellite de melhor ator coadjuvante no cinema                                            |
| 2003 | Our Town                                                       | Stage Manager              | Telefilme Nomeação – Emmy do Primetime de melhor ator em minissérie ou telefilme Nomeação – Prémio Screen Actors Guild de melhor ator em minissérie ou telefilme |
| 2005 | Empire Falls                                                   | Max Roby                   | 2 episódios Globo de Ouro de melhor ator coadjuvante em televisão Prêmio Emmy do Primetime: Melhor Ator Coadjuvante em Minissérie ou Telefilme Prémio Screen Actors Guild Award de Melhor Ator Coadjuvante em Minissérie ou Telefilme Nomeação – Prémio Satellite de Melhor Ator Coadjuvante em Série, Minissérie ou Telefilme |
| 2005 | Magnificent Desolation: Walking on the Moon 3D                 | Dave Scott                 | Voz Documentário curto |
| 2006 | Cars                                                           | Doc Hudson                 | br/pt: Carros Voz |
| 2006 | Mater and the Ghostlight                                       | Doc Hudson                 | Voz Curta-metragem |
| 2007 | Dale                                                           | Narrador                   | Voz |
| 2008 | The Meerkats                                                   | Narrador                   | Voz Documentário |
| 2017 | Cars 3                                                         | Doc Hudson                 | br/pt: Carros 3 Voz (arquivo) |
| 2022 | The Last Movie Stars                                           | Ele próprio                | Documentário televisivo |

## Resultados no automobilismo

### 24 Horas de Le Mans
| Ano  | Equipe              | Carro            | Co-piloto      | Co-piloto    | Posição | Classe    |
| ---- | ------------------- | ---------------- | -------------- | ------------ | ------- | --------- |
| 1979 | Dick Barbour Racing | Porsche 935/77 A | Rolf Stommelen | Dick Barbour | 2º      | IMSA +2.5 |

### 12 Horas de Sebring
| Ano  | Equipe       | Carro        | Co-piloto    | Posição |
| ---- | ------------ | ------------ | ------------ | ------- |
| 1977 | Bill Freeman | Porsche 911S | Bill Freeman | 25º     |